# Berrick Salome
 (septembre 2023).
Pour les articles homonymes, voir Salome.
Berrick Salome est une paroisse civile et un village de l'Oxfordshire, en Angleterre.